# Habas con jamón

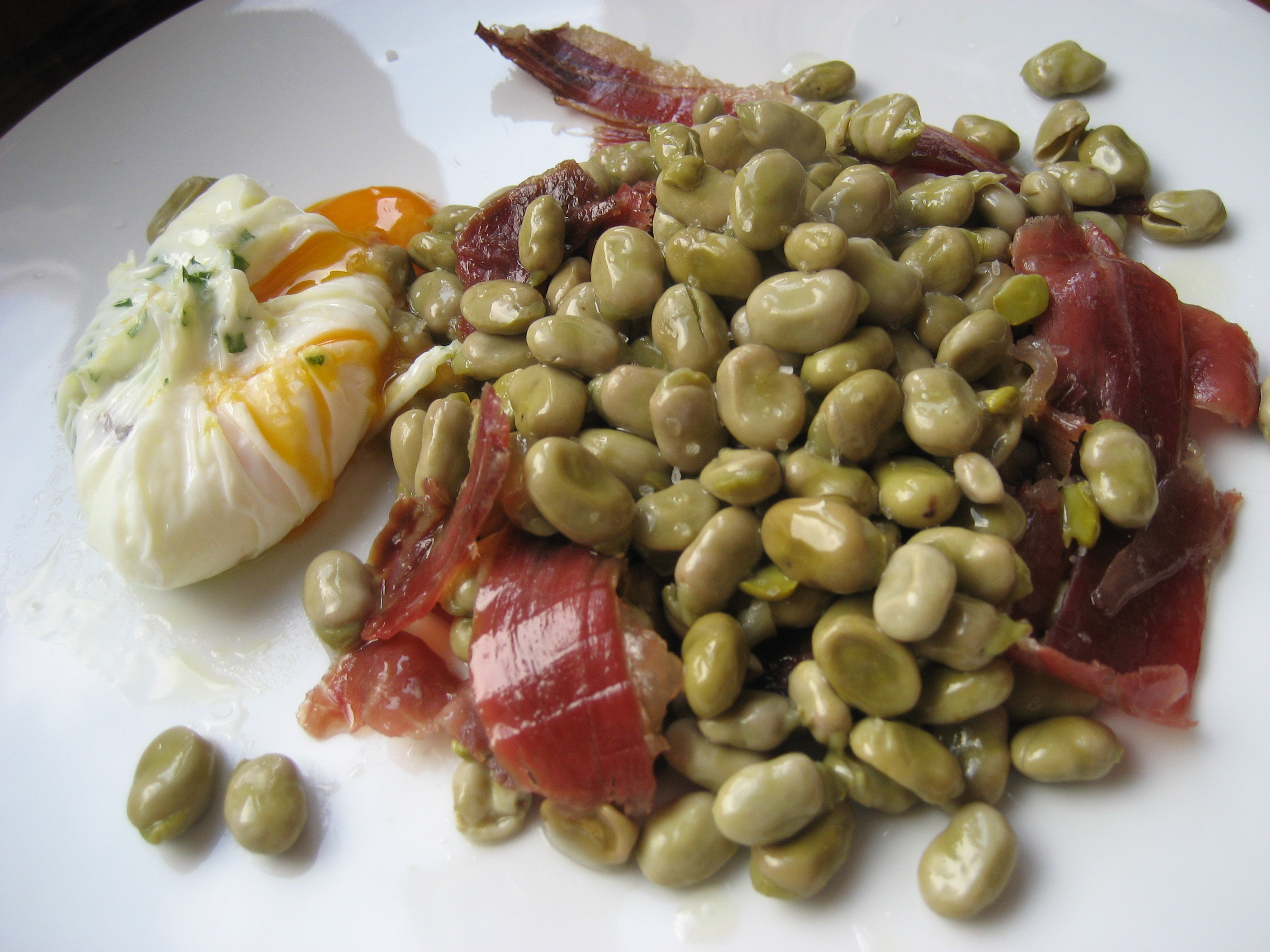
Prato de favas com presunto

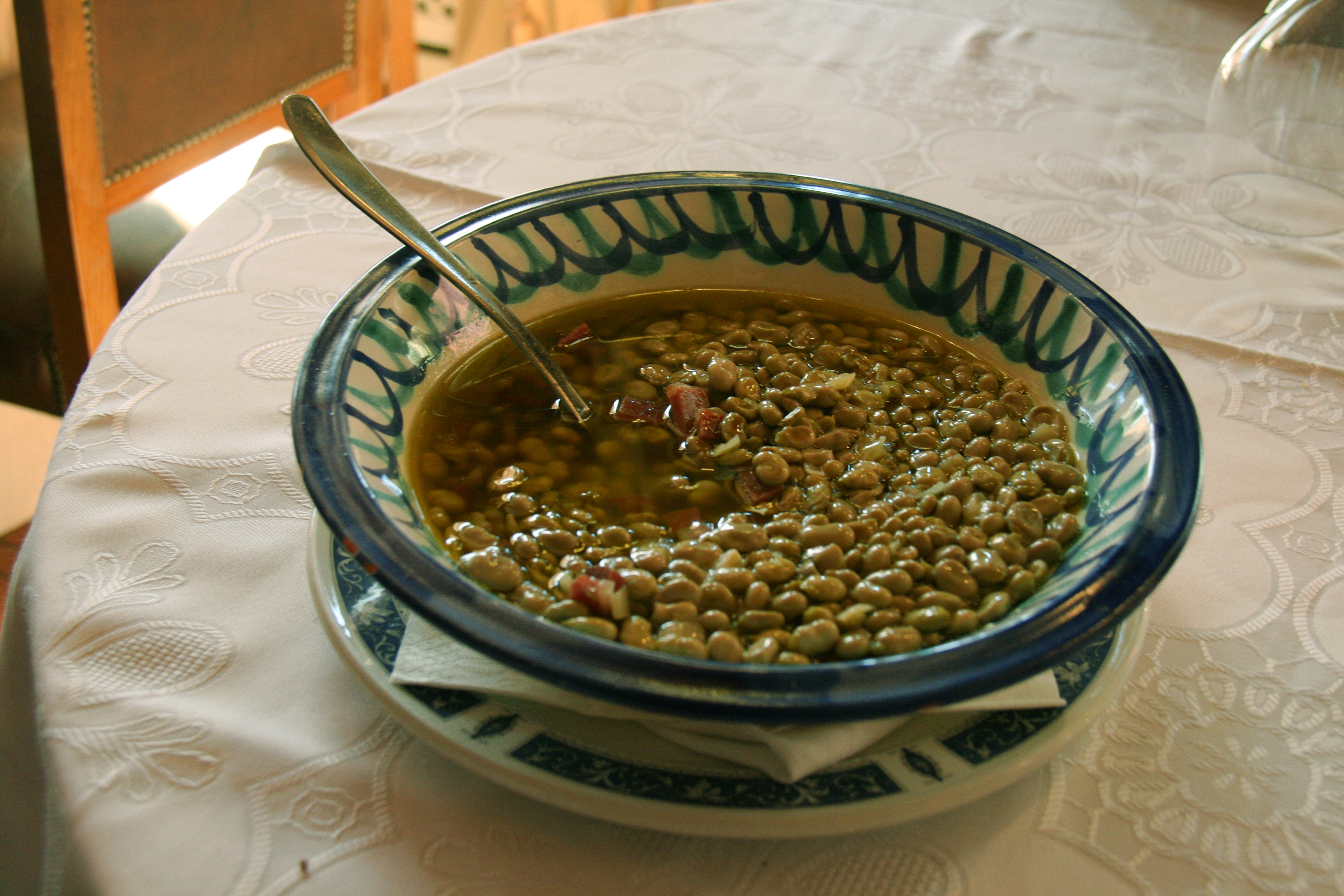
Tigela de habitas con jamón decorada ao estilo granadino

Habas con jamón (favas com presunto), também chamado habitas con jamón (favinhas com presunto) é um guiso (guisado) típico da gastronomia da província de Granada, no sul de Espanha.
É confecionado com favas verdes, geralmente frescas e pequenas, que são guisadas em azeite juntamente com tiras de presunto, que por vezes pode ser o afamado  presunto de Trevélez, tomate, cominhos e pimenta. É geralmente servido quente e acompanhado com um ou dois ovos por comensal que tanto podem ser mexidos (revueltos) como em forma de tortilha do Sacromonte. Deve comer-se em pouco tempo para que as favas não fiquem oleosas.
Apesar de ser um prato tradicionalmente granadino, também se encontra noutros locais da Andaluzia.